# Raukasjön
Raukasjön är en sjö i Strömsunds kommun i Jämtland och ingår i Ångermanälvens huvudavrinningsområde. Sjön har en area på 7,33 kvadratkilometer och ligger 509 meter över havet. Sjön avvattnas av vattendraget Fjällsjöälven (Sannarån).

## Delavrinningsområde
Raukasjön ingår i det delavrinningsområde (720280-144030) som SMHI kallar för Utloppet av Raukasjön. Medelhöjden är 620 meter över havet och ytan är 32,65 kvadratkilometer. Räknas de 48 avrinningsområdena uppströms in blir den ackumulerade arean 256,84 kvadratkilometer. Fjällsjöälven (Sannarån) som avvattnar avrinningsområdet har biflödesordning 2, vilket innebär att vattnet flödar genom totalt 2 vattendrag innan det når havet efter 319 kilometer. Avrinningsområdet består mestadels av skog (64 procent). Avrinningsområdet har 7,47 kvadratkilometer vattenytor vilket ger det en sjöprocent på 22,8 procent.